# Scinax boesemani
Scinax boesemani és una espècie de granota que es troba al Brasil, Guaiana Francesa, Guyana, Surinam, Veneçuela i, possiblement també, a Colòmbia, Bolívia i el Perú.